# 亞當·肯恩
亞當·肯恩（英語：Adam Kane，1968年1月23日—），是一位美國電影攝影師、電影導演、電視導演和製片人。
自20世紀90年代以來，肯恩在電影攝影領域上累積了豐富經驗，為《凱撒萬歲》、《神鬼尖兵》、《芭樂拍檔》、《Skinwalkers》等眾多電影擔任攝影師。
到了2005年，他開始涉足導演工作，首部作品是由羅伯特·帕特里克主演的短片《The Fix》，並因其出色表現獲得眾多獎項。作為電視導演，他的作品涵蓋廣泛，包括《生死一點靈》、《我自己最壞的敵人》、《超自然檔案》、《國王》、《天使》、《超異能英雄》、《超感警探》、《避風港》、《我欲為人》、《雙面人魔》、《24小時：再活一天》、《夜魔俠》、《超少女》和《星際爭霸戰：發現號》等。
2009年，肯恩執導了詹姆士·范德比克主演的電影《被出賣的台灣》。
他畢業於紐約大學帝勢藝術學院以及AFI音樂學院。
他與加拿大女演員萊斯利·霍普結婚。

## 外部連結
- 亞當·肯恩在互联网电影资料库（IMDb）上的資料（英文）